# 王勝俊
王 勝俊（おう しょうしゅん、1946年10月 - ）は、中華人民共和国の政治家、裁判官。前最高人民法院院長。

## 学歴
- 合肥師範学院

## 来歴
- 1989年2月 - 安徽省公安庁庁長
- 1990年3月 - 党安徽省委常委委員
- 1993年6月 - 国務院全国打撃走指導小組副組長
- 1998年3月 - 党中央政法委員会秘書長
- 2000年8月 - 中央社会治安総合治理委員会委員
- 2002年11月 - 第16回党全国代表大会にて中央委員に当選
- 2007年 - 党中央政法委員会委員
- 2008年3月 - 最高人民法院院長(2013年3月退任)
- 2013年3月 - 第十二届全国人民代表大会常務委員会副委員長

## 人物
- 過去に公安庁長を務めたことがあるものの法学教育は受けておらず、法曹資格も有していない。現職以前に法曹として働いた経験もない。